# Hur stort, hur skönt, vad glädje sann
Hur stort, hur skönt, vad glädje sann är en psalm som skrevs av den norske predikanten Matias Orheim (1884-1958). I original hette den Kor mykje stort, kor mykje gildt och publicerades första gången 1903 i Orheims diktbok "Heimlokk". Den översattes till svenska och trycktes i Frälsningsarméns sånghäfte "Ungdomssånger och Strängaspel". Melodin till psalmen är av amerikanskt ursprung.